# 知床岬
44°20′43″N 145°19′47″E / 44.34528°N 145.32972°E
知床岬（日语：／ Shiretokomisaki */?）是位于日本北海道東北部知床半島前段突入鄂霍次克海的一個海岬，為知床國立公園的一部分。行政區劃上屬於斜里郡斜里町遠音別村岩尾別。名稱源於阿伊努語「sir-etok」，意思是大地的盡頭。
岬上為海拔高度30～40公尺之間的台地，靠海部分階為斷崖，有暗绿背鸬鹚、虎头海雕、海豹、北海狮、棕熊在此棲息。過去曾經可以搭船在此靠岸登陸，但現在周邊地區已被列為國立公園内的特別保護地區，嚴格限制觀光客進入，因此現在觀光客通常僅能搭船從海上觀看。
而陸路部分，距離知床岬最近的道路為北海道道87号知床公園羅臼線的終點相泊港，延著海岸線步行約有25公里的距離，且沿路無道路設施，海岸線又多為斷崖絕壁，又可能會遭遇棕熊，往返約需要四到五天的日程。此地為日本郵便指定的交通困難地，外來郵件基本不予遞送。
現在知床岬西南側雖有一簡易港口「文吉灣」，但也禁止一般人使用引擎動力的船隻進入，主要做為獨木舟在緊急需避難的設施。
知床岬東側高地上還設有被列入日本燈塔50選之一的知床岬燈塔，於1963年設立，過去都採用柴油發電，一年約需3,800公升的柴油；2008年起改採用太陽能作為電力來源。

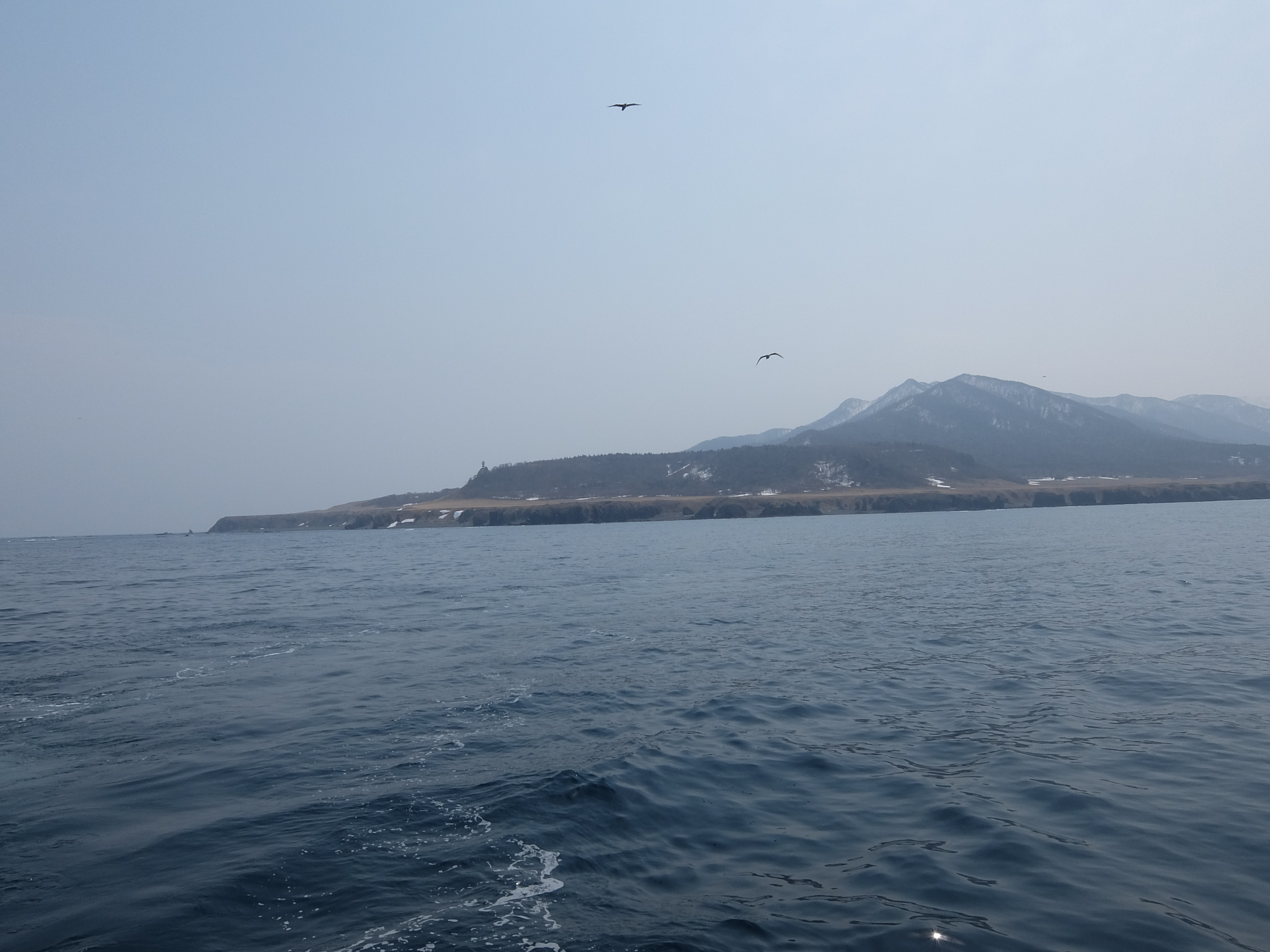
從海上看到的知床岬
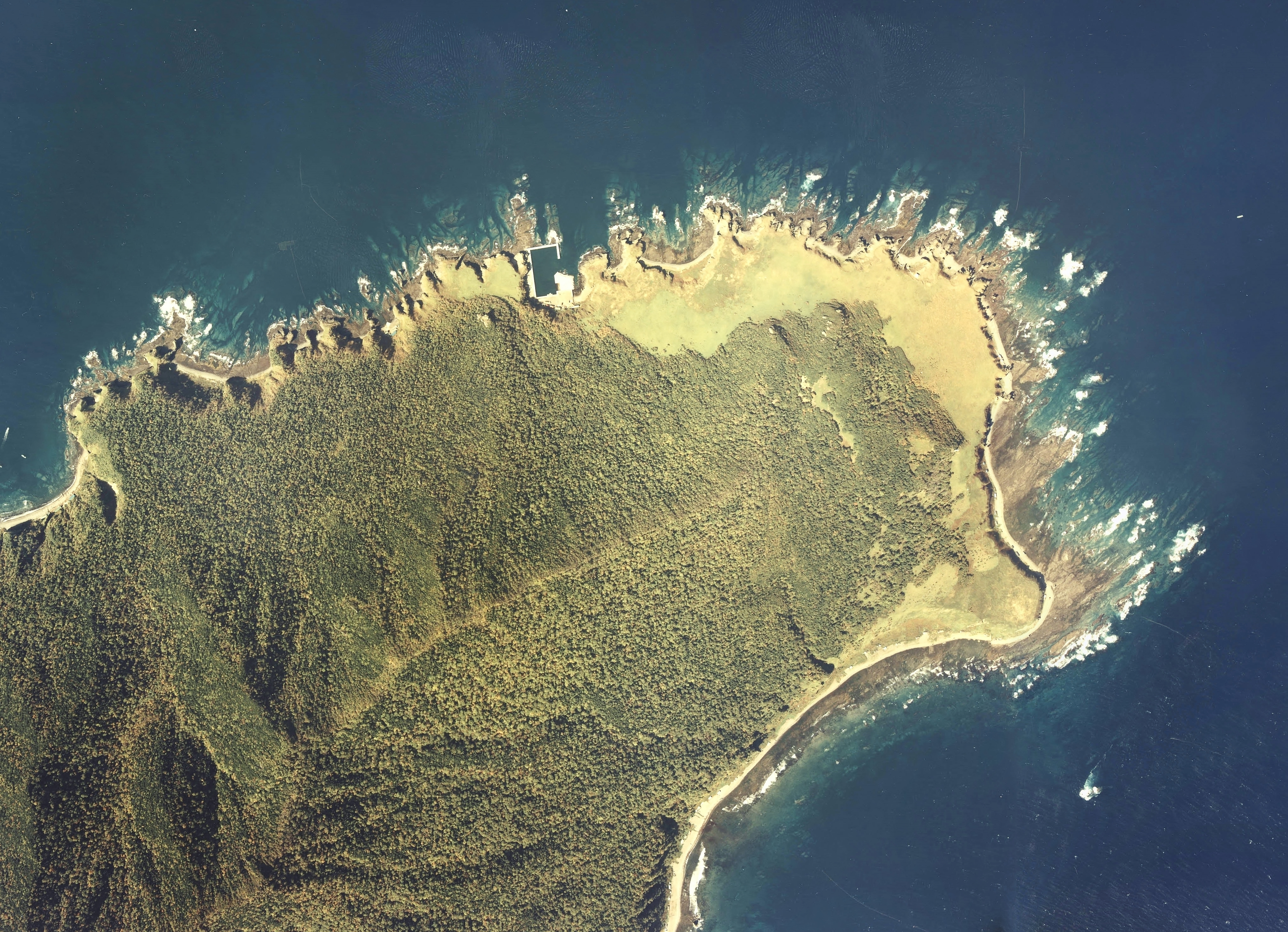
知床岬及周邊地區衛星空拍圖
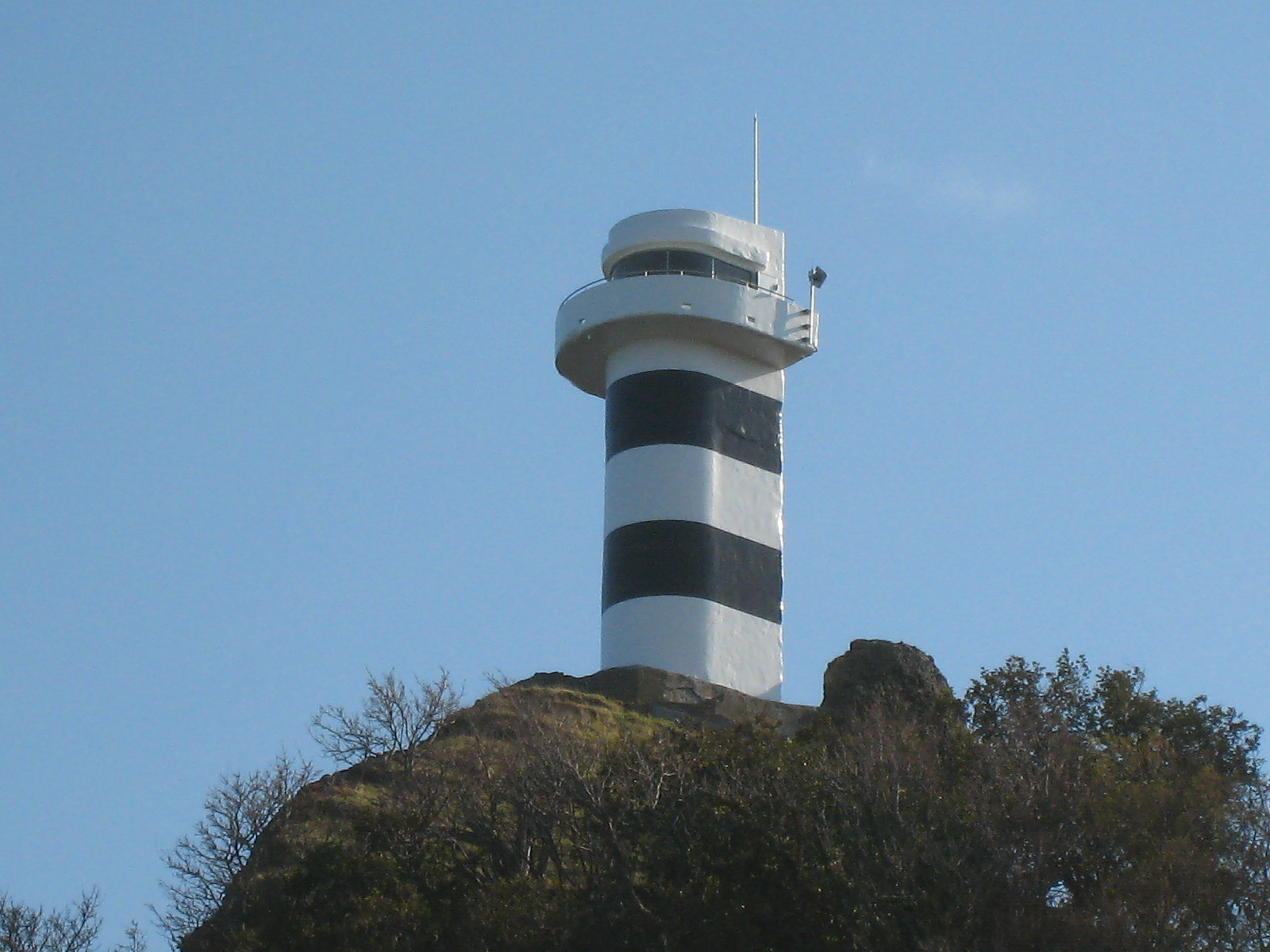
知床岬燈塔